# Marjosaari (ö i Södra Savolax, Nyslott, lat 62,22, long 28,70)
Marjosaari är en ö i Finland. Den ligger i sjön Enonvesi och i kommunen Nyslott i  landskapet Södra Savolax, i den sydöstra delen av landet, 300 km nordost om huvudstaden Helsingfors. Öns area är 1 hektar och dess största längd är 270 meter i sydöst-nordvästlig riktning.